# 陡背子遗址群
陡背子遗址群，位于中国吉林省梨树县石岭子镇西山，为一个省级文物保护单位，类型为古遗址，公布时间为2007年5月31日。该文物保护单位由梨树县文管所管理。
陡背子遗址群的历史年代为战国。